# Fidalga
Supermercado Macro Fidalga Ltda., conocido simplemente como Fidalga, es una empresa de supermercados fundada en 1975 por Luisa Ada Somoza Canido, en Bolivia. Cuenta con 14 sucursales en las ciudades de Santa Cruz de la Sierra y La Paz.

## Historia
Fidalga fue fundada en 1975 por Luisa Ada Somoza Canido, bajo el nombre de Casa Fidalga Ltda. Su primera ubicación estaba en la calle Suárez Arana, en Santa Cruz de la Sierra, frente al periódico El Deber. Inicialmente, operaba como una tienda de abarrotes, pero con el tiempo evolucionó hacia un formato de supermercado. En 1995, se consolidó como Supermercado Macro Fidalga Ltda., marcando un hito en su crecimiento.
Fidalga abrió su primer local en Santa Cruz el 15 de agosto de 1987. Su propietaria Ingrid Schamisseddine contó que de ese tiempo a la fecha sus servicios se socializaron a otros sectores sociales.
El gerente de Fidalga de La Paz, Wilfredo Añez, anticipó que para 2015 tenían planes de expandirse a las ciudades de Potosí, Tarija y Riberalta, y para ello realizarían estudios de mercadeo en esos lugares.
El 26 de marzo de 2018, una de los sucursales de Fidalga en Santa Cruz, ubicado en la avenida Bánzer y tercer anillo, sufrió un incendio. Uno fue en el patio de comida y otro en la zona de los depósitos, aunque gran parte del supermercado se salvó. No hubo pérdidas humanas. Fue el quinto incendio en un supermercado de Fidalga, después del incendio del 19 de diciembre de 2011.